# رضا ماضي
رضا ماضي (بالفارسية: رضا مددی؛ مواليد 20 يونيو 1978) هو مُقاتل فنون قتالية مختلطة إيراني سويدي مُعتزل.

## وصلات خارجية
- رضا ماضي على موقع شيردوغ (الإنجليزية)
- رضا ماضي على موقع Tapology.com (الإنجليزية)
- رضا ماضي على موقع IMDb (الإنجليزية)
- رضا ماضي على موقع قاعدة بيانات الأفلام السويدية (السويدية)